# 洛什圣乌尔斯教堂
洛什圣乌尔斯教堂（église Saint-Ours de Loches）,是一座古老的教堂，位于中央-卢瓦尔河谷大区安德尔-卢瓦尔省洛什, 其建筑特点是两座金字塔形八面塔楼，建于1165年，以及大门上人物和动物的中世纪彩色雕塑。1840年列为法国历史遗迹。
法国建筑师歐仁·維奧萊-勒-杜克称该堂是“奇异而狂野的的美丽建筑，世界上独一无二”。

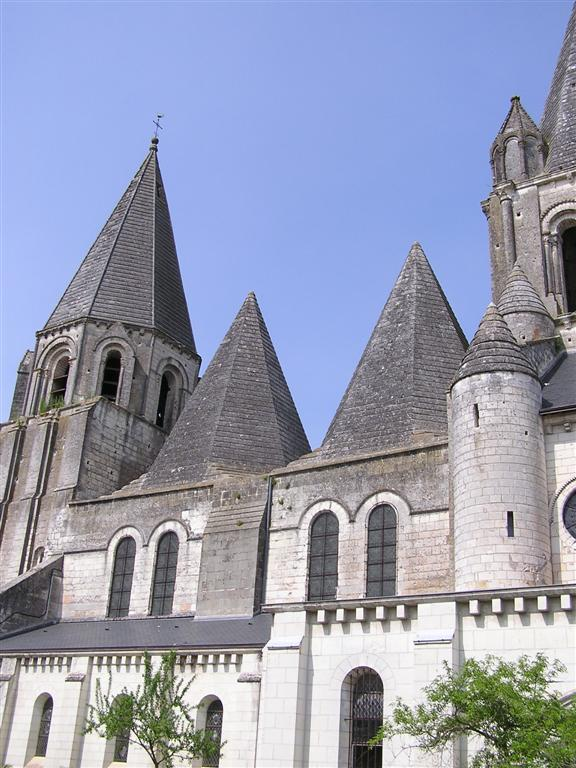
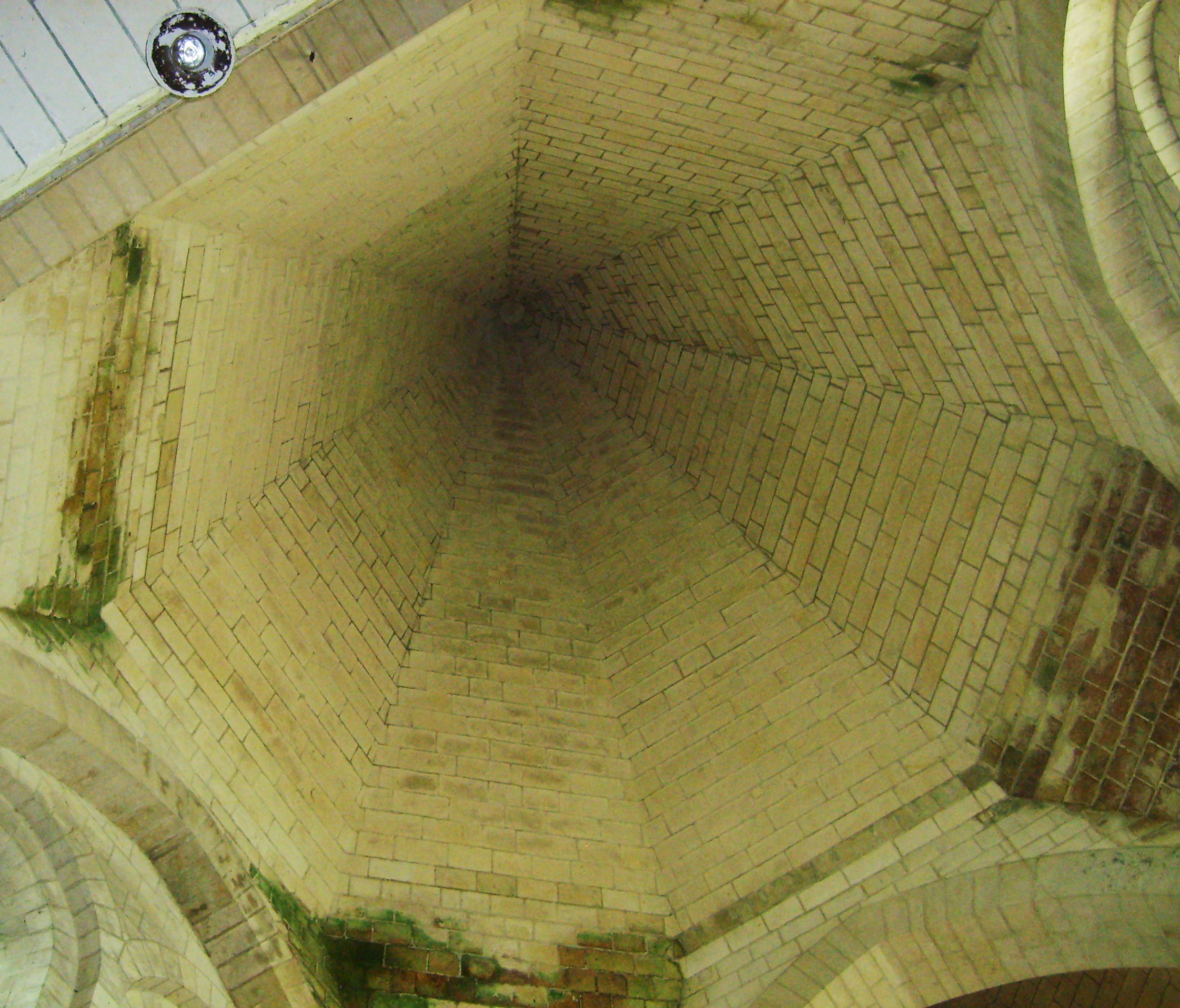
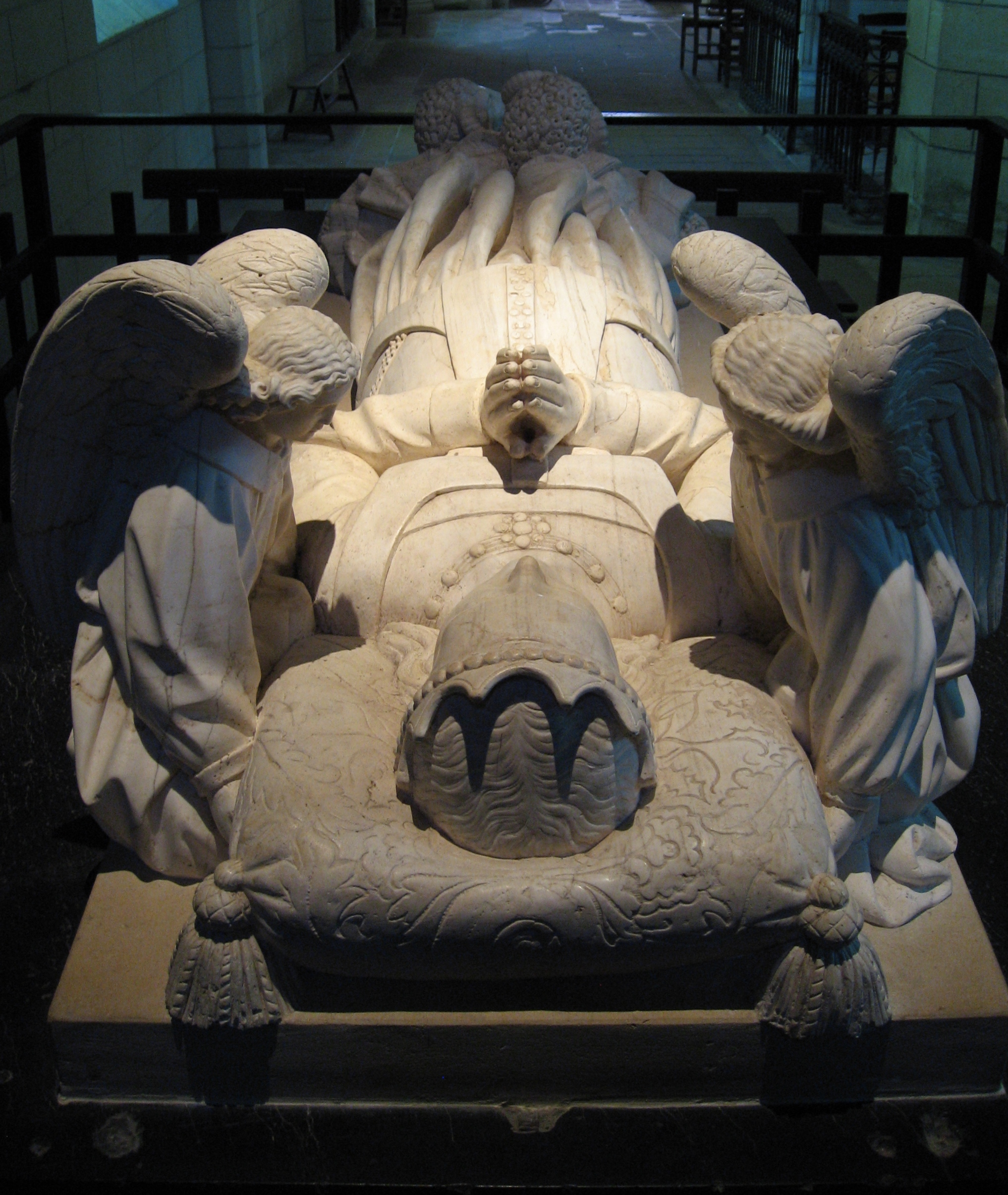
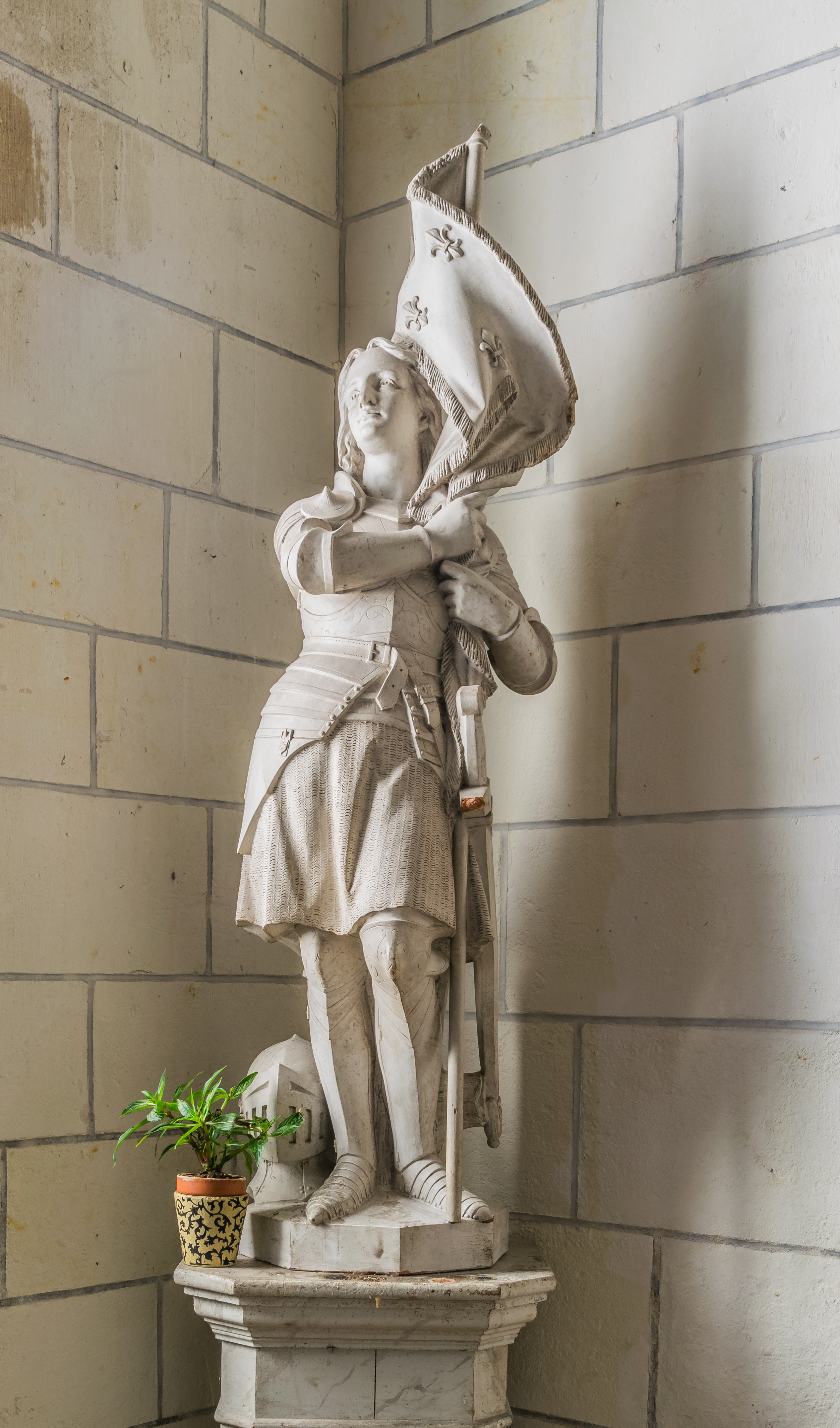